# Войната на старците
Войната на старците е научнофантастичен роман от Джон Скалзи, написан през 2005 година.
 Внимание:  Текстът по-долу разкрива сюжета на произведението (или части от него)!
Действието се развива в неопределен момент в бъдещето. На седемдесет и петия си рожден ден Джон Пери прави две неща. Първото е да посети гроба на жена си. Второто – да постъпи в армията. Добрата новина е, че човечеството вече е овладяло междузвездните полети. Лошата – че подходящите за живот планети са малко, а извънземните, готови да се бият за тях – много. Вселената, оказва се, е враждебно място.